# Siboud Alleman
Pour les articles homonymes, voir Alleman.
Siboud Alleman (parfois sous la forme Allemand), mort vers 1477, est un évêque de Grenoble de la seconde moitié du XVe siècle. Issu de la famille Alleman, avec lui s'ouvre un siècle d'occupation du siège épiscopal de Grenoble par cette famille,.

## Biographie

### Origines
Siboud Alleman (Siboudus Allamndi, dominus de Chechillina ou Syboudus Alamandi de Sechillina) est le fils de Jean II Alleman († v. 1420/23), chevalier de Séchilienne, et de Sybille Beaumont du Touvet († 1415). Son frère aîné, Jean († 1424), hérite de la seigneurie de Séchilienne. Il appartient à la famille dauphinoise des Alleman.
Son demi-frère, Raoul Alleman, est chevalier de Rhodes depuis le 9 février 1441.

### Carrière religieuse
Siboud Alleman n'a qu'une formation modeste, puisqu'il est simplement « qualifié de bachelier en décrets lors de son élection » (Paravy, 1993).
Dans le testament de son père, du 20 avril 1419, il est mentionné comme chanoine de la cathédrale. Il est prieur de Saint-Donat, d'après une charte du 1er juillet 1429 (Saint-Donat-sur-l'Herbasse, en Viennoise).
Il est élu le 15 mai 1445 comme doyen du Chapitre de Grenoble, à l'âge de quarante,. Il est déjà  prieur de Saint-Donat et de Saint-Laurent-en-Beaumont, notamment selon des actes, un jugement daté du 30 juin 1444 et un second de l'année 1447.
Le 3 juillet 1450, il est élu par les Chanoines de Grenoble, succédant ainsi à Aymon II de Chissé et près d'un siècle de domination de cette famille,,,. Cette élection se fait contre le gré du dauphin Louis II, qui aurait voulu voir nommé Antoine de Poisieu, archevêque de Valence (1453—1473) et prieur de Saint-Pierre de Vienne, cependant les Chanoines réussissent à imposer leur candidat.
Le 3 octobre 1450, Siboud doit se rendre au château de La Tour-du-Pin pour prêter l'hommage au Dauphin, Louis, tant en son nom personnel qu'en celui de son église, pour les biens temporels qu’il possédait dans la ville de Grenoble,,. Avant le transport du Dauphiné à la France, les pouvoirs de l'évêque et du Dauphin fonctionnent comme une dyarchie, mais l'équilibre est rompu et le pouvoir épiscopal s'affaiblit jusqu'à cette reconnaissance.
Le 2 septembre 1453, il consacre la chapelle Notre-Dame de Casalibus à la Grande Chartreuse.
Vers 1455-1457, il fait construire le ciborium de la cathédrale de Grenoble.
En 1475, le roi souhaite revenir sur son échec et impose à Siboud, âgé, un proche comme coadjuteur, Jost von Silenen.

### Le pacte familial de 1455
La famille Alleman connaît des dissensions notamment à la suite de la disparition de la branche aînée. Siboud Alleman cherche à les régler. Il fait convoquer au palais épiscopal, le 1er mai 1455, 25 membres de sa famille afin de trouver un consensus. Un accord est trouvé et les participants signent un traité constitué de 9 articles,. Les différents représentants des branches signent ainsi « un pacte solennel d'assistance réciproque ».

### Mort et succession
Après un épiscopat de vingt-sept ans, Siboud quitte le siège épiscopal en 1477,. Il a pour successeur son neveu Laurent Alleman,.
Sa date de mort serait entre le 20 et le 29 janvier 1477, selon le Catalogue de Mgr Étienne Le Camus et amendé par Ulysse Chevalier (1868),. Le site Internet de généalogie Foundation for Medieval Genealogy indique quant à lui le décès avant 1483.